# Bur Alur Gelung
Bur Alur Gelung är ett berg i Indonesien.   Det ligger i provinsen Aceh, i den västra delen av landet, 1 600 km nordväst om huvudstaden Jakarta. Toppen på Bur Alur Gelung är 2 167 meter över havet.
Terrängen runt Bur Alur Gelung är bergig åt nordväst, men åt sydost är den kuperad. Bur Alur Gelung ligger uppe på en höjd som går i öst-västlig riktning. Runt Bur Alur Gelung är det ganska glesbefolkat, med 27 invånare per kvadratkilometer. I omgivningarna runt Bur Alur Gelung växer i huvudsak städsegrön lövskog.